# In Your Room (Agua de Annique)
In Your Room is een album van Anneke van Giersbergen en Agua de Annique dat eind 2009 uitkwam. Het is het tweede rockalbum van de band. Anneke van Giersbergen laat op haar website een mini-soap zien over de ontwikkeling van het album. Elke week komt er een nieuw filmpje van de activiteiten van die week.
Dit is het eerste album opgenomen in de nieuwe privéstudio Aguarium van Van Giersbergen.
Het album zal wat meer een coherent geheel zijn dan het debuutalbum Air. Volgens Van Giersbergen zelf is het kristalheldere, positieve, alternatieve pop-rock met een vleug melancholie. Ze schreef alle nummers zelf, behalve Just Fine dat ze samen met Devin Townsend schreef en Adore dat geschreven werd door Jacques de Haard en Cyril Crutz.
De eerste single van het album komt uit op 6 oktober 2009 en heet Hey Okay!.

## Line-up
- Anneke van Giersbergen (zang en piano)
- Rob Snijders (drums en keyboards)
- Joris Dirks (gitaar)
- Jacques de Haard (basgitaar)

Gastmuzikanten:
- Twan van Gerven (gitaar)
- Mathijn den Duijf (piano)

## Nummers
1. Pearly
2. Hey Okay!
3. I Want
4. Wonder
5. The World
6. Sunny Side Up
7. Physical
8. Home Again
9. Wide Open
10. Longest Day
11. Just Fine
12. Adore

## Hitnotering
| "In Your Room" in de Nederlandse Album Top 100 - binnen: 07-11-2009 | "In Your Room" in de Nederlandse Album Top 100 - binnen: 07-11-2009 | "In Your Room" in de Nederlandse Album Top 100 - binnen: 07-11-2009 | "In Your Room" in de Nederlandse Album Top 100 - binnen: 07-11-2009 | "In Your Room" in de Nederlandse Album Top 100 - binnen: 07-11-2009 |
| Week                                                                | 01                                                                  | 02                                                                  | 03                                                                  |                                                                     |
| ------------------------------------------------------------------- | ------------------------------------------------------------------- | ------------------------------------------------------------------- | ------------------------------------------------------------------- | ------------------------------------------------------------------- |
| Nummer                                                              | 31                                                                  | 81                                                                  | 87                                                                  | uit                                                                 |